# (100485) Russelldavies
(100485) Russelldavies ist ein im mittleren Hauptgürtel gelegener Asteroid, welcher als Marsbahngrazer auch die Marsbahn überschneidet. Er wurde am 3. November 1996 von dem österreichischen Amateurastronomen Erich Meyer an der Sternwarte Davidschlag (IAU-Code 540) entdeckt. Die Sternwarte befindet sich im Ortsteil Davidschlag der Gemeinde Kirchschlag bei Linz, Oberösterreich. Der Himmelskörper wird der Spektral-Klasse S zugeordnet und besitzt eine Absolute Helligkeit von 16,4 mag.
(100485) Russelldavies ist ein sogenannter Marsbahngrazer und damit ist gemeint, dass dieser Asteroid die Umlaufbahn des Mars 2 mal kreuzt. Der geschätzte Durchmesser ist ungefähr 1.55 KM, was sich aus einer Lichtkurvenmessung ergeben hat.
Der Asteroid wurde nach dem US-amerikanischen Dirigenten und Pianisten Dennis Russell Davies (* 1944) benannt.